# Ендрю Лесні
Е́ндрю Ле́сні (англ. Andrew Lesnie; 1 січня 1956, Сідней, Австралія — 27 квітня 2015, Сідней, Австралія) — австралійський кінооператор. Лауреат премій «Оскар» за фільм «Володар перснів: Братство Персня» і BAFTA за картину «Володар перснів: Повернення короля».

## Біографія
Народився 1 січня 1956 року в Сіднеї. Навчався в Австралійській школі кіно, телебачення і радіо. Його першою роботою стало шоу Simon Townsend's Wonder World (1979). Першим фільмом Ендрю стала картина 1980 року «Повернення». До 1995 року Лесні зняв ще 18 маловідомих фільмів і серіалів, а потім отримав роботу в стрічці «Бейб: Чотириногий малюк».
У 1998 вийшло продовження фільму — «Бейб: Порося в місті». У 2001 році Ендрю Лесні зняв свій перший фільм з кінорежисером Пітером Джексоном. З 2001 по 2003 рік вийшла кінотрилогія «Володар перснів». За першу частину — «Володар перснів: Братство Персня» — Лесні отримав «Оскар», за останню — «Володар перснів: Повернення короля» — премію BAFTA, за останню — «Володар перснів: Повернення короля» — премію BAFTA.
Після цього Ендрю працював над відомими картинами — «Кінг-Конг», «Я легенда», «Милі кістки», «Повелитель стихій» і «Повстання планети мавп».
Перед смертю працював над передісторією «Володаря перснів», кінотрилогією «Хоббіт». Останнім фільмом Лесні став режисерський дебют Рассела Кроу «Шукач води», прем'єра якого відбулася в кінці 2014 року.
Ендрю Лесні одночасно брав участь у двох товариствах кінооператорів — австралійському і американському.
Помер від серцевого нападу 27 квітня 2015 року у віці 59 років.

## Фільмографія

### Операторські роботи
- 1986 — Чесна гра / Fair Game
- 1987 — Століття невігластва / Dark Age
- 1989 — Правопорушники / The Delinquents
- 1991 — Дівчина, яка запізнилася / The Girl Who Came Late
- 1993 — Спокуса ченця / Temptation of a Monk
- 1995 — Бейб / Babe
- 1996 — Вкрадені серця / Two If by Sea
- 1997 — Хороший день для Петсі Клейн / Doing Time for Patsy Cline
- 1998 — Бейб: Поросятко у місті / Babe: Pig in the City
- 1999 — Цукровий завод / The Sugar Factory
- 2001 — Володар перснів: Братство Персня / The Lord of the Rings: The Fellowship of the Ring
- 2002 — Володар перснів: Дві вежі / The Lord of the Rings: The Two Towers
- 2003 — Володар перснів: Повернення короля / The Lord of the Rings: The Return of the King
- 2004 — Брати-суперники / Love's Brother
- 2005 — Кінг-Конг / King Kong
- 2007 — Я — легенда / I Am Legend
- 2009 — Милі кістки / The Lovely Bones
- 2009 — Прекрасний новий день / Bran Nue Dae
- 2010 — Останній володар стихій / The Last Airbender
- 2011 — Повстання планети мавп / Rise of the Planet of the Apes
- 2012 — Хоббіт: Несподівана подорож / The Hobbit: An Unexpected Journey
- 2013 — Хоббіт: Пустка Смога / The Hobbit: The Desolation of Smaug
- 2014 — Хоббіт: Битва п'яти воїнств / The Hobbit: The Battle of the Five Armies
- 2014 — Шукач води / The Water Diviner

### Актор
- 1985 — Unfinished Business
- 2003 — Long and Short of It